# Arioaldo
Ariolado (o Ariovaldo) (¿? – 636) fue rey de los lombardos de 626 a 636. Fue duque de Turín, arriano y marido de Gundeperga, hija de Teodelinda y Agilulfo. 

## Reinado
No se conservan informaciones sobre la vida de Arioaldo antes de su subida al trono, excepto que era Duque de Turín (dux civitatis Taurinensium) y por ello debía ser hombre de confianza de Agilulfo, al que sucedió en el ducado y se casó con su hija. Se tiene conocimiento de un primer matrimonio aunque no se sabe el nombre de la esposa y si tuvo alguna descendencia con ella. 

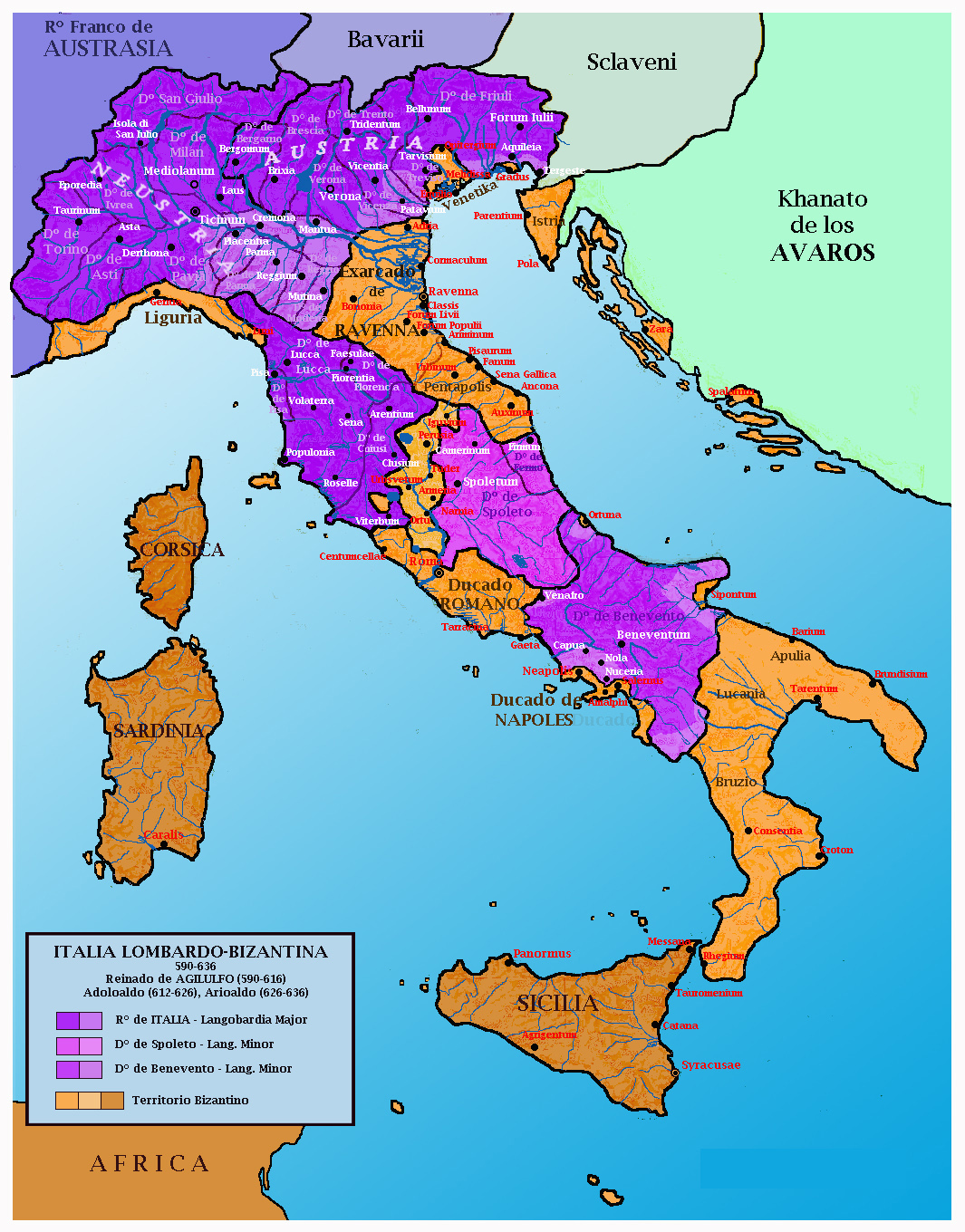
Mapa de los territorios lombardos y bizantinos en Italia entre 590-636

Durante los últimos años del reinado de su predecesor Adaloaldo (su cuñado, hijo de Agilulfo y Teodelinda y hermano de Gundeperga) se puso al frente del bando arriano que se oponía a los intentos de catolización de los lombardos conducidos por la reina madre Teodolinda, junto a su hijo el rey. Pero más que la motivación religiosa, la oposición podría también entenderse como política, en el sentido de que del acercamiento al catolicismo se derivaba también una pacificación con los bizantinos y por tanto una renuncia implícita a posteriores expansiones territoriales en las áreas italianas que aún controlaban el Emperador y el Papa. La revuelta comenzó en 624, y entre 625 y 626 se llegó al destronamiento de Adaloaldo, y la coronación de Arioaldo, que dio de nuevo a los arrianos el control del reino y devolvió la capital a Ticinum (Pavía) en lugar de Mediolanum. Sin embargo, el partido católico siguió actuando y de algún modo se vio envuelta la reina Gudeperga en una conjura palaciega, junto al Duque del Friul Taso. La reina fue apartada por un tiempo de la corte de Pavía y enviada a Lomello, aunque este castigo duró poco. La reina fue devuelta a la corte poco después, en un intento de política conciliadora del rey y con la intención de restablecer el equilibrio entre arrianos y católicos. En este mismo sentido se reanudaron las relaciones amistosas con el papa Honorio y se respetó la independencia de los centros religiosos, como la Abadía de Bobbio (católica) que estaba en la diócesis del obispo arriano de Dertona, que pedía la intervención real. Sin embargo, Arioaldo se mantuvo al margen e indicó que las disputas debían aclararse en los sínodos y no por medio del rey.